# Lista siturilor arheologice din județul Brașov - Ș
Lista siturilor arheologice din județul Brașov - Ș conține toate siturile arheologice din județul Brașov înscrise în Repertoriul Arheologic Național (RAN) și aflate în localități al căror nume începe cu litera Ș. RAN este administrat de Ministerul Culturii și Patrimoniului Național și cuprinde date științifice, cartografice, topografice, imagini și planuri, precum și orice alte informații privitoare la zonele cu potențial arheologic, studiate sau nu, încă existente sau dispărute.
Puteți căuta un sit din localitățile care încep cu litera Ș folosind formularul de mai jos sau puteți naviga prin toate siturile din județ la Lista siturilor arheologice din județul Brașov.
| Cod RAN                                | Denumire | Localitate                        | Adresă         | Datare                             | Descoperit | Coordonate                                    | Imagine           | Erori            |
| -------------------------------------- | --- | --------------------------------- | -------------- | ---------------------------------- | ---------- | --------------------------------------------- | ----------------- | ---------------- |
| 41863.01.01 (Cod LMI: BV-I-s-B-11290)  | Așezarea Latene de la Șinca Veche - "Dealul Pleșu" / ansamblu anonim (Categorie: locuire civilă) (Tip: Așezare)                   | sat Șinca Veche, comuna Șinca     | Dealul Pleșu   | dacică sec. IV a. Chr. - I p. Chr. |            |                                               | Încărcați imagine | Raportați eroare |
| 41863.01.01 (Cod LMI: BV-I-s-B-11290)  | Așezarea Latene de la Șinca Veche - "Dealul Pleșu" / complex locuință (Categorie: locuire civilă) (Tip: atelier)                  | sat Șinca Veche, comuna Șinca     | Dealul Pleșu   | sec I-I                            |            |                                               | Încărcați imagine | Raportați eroare |
| 41827.01.01                            | Situl din epoca migrațiilor de la Șercaia - "Pârâu" / ansamblu anonim (Categorie: locuire) (Tip: Sit)                             | sat Șercaia, comuna Șercaia       | Pârâu          | mileniul I                         |            |                                               | Încărcați imagine | Raportați eroare |
| 41024.01.01                            | Așezarea paleolitică de la Șirnea -"Peștera din Valea Coacăzii" / ansamblu anonim (Categorie: locuire civilă) (Tip: Așezare)      | sat Șirnea, comuna Fundata        | Valea Coacăzii | Musterian final                    |            |                                               | Încărcați imagine | Raportați eroare |
| 41024.01.02                            | Așezarea paleolitică de la Șirnea -"Peștera din Valea Coacăzii" / ansamblu anonim (Categorie: locuire civilă) (Tip: Așezare)      | sat Șirnea, comuna Fundata        | Valea Coacăzii | Aurignacian mijlociu               |            |                                               | Încărcați imagine | Raportați eroare |
| 41827.02                               | Toporul neo-eneolitic de la Șercaia (Categorie: neprecizată) (Tip: neprecizat)                                                    | sat Șercaia, comuna Șercaia       |                |                                    |            |                                               | Încărcați imagine | Raportați eroare |
| 41827.03.01                            | Situl arheologic de la Șercaia - "Băluș" / ansamblu anonim (Categorie: locuire civilă) (Tip: Așezare)                             | sat Șercaia, comuna Șercaia       | Băluș          | Noua                               |            |                                               | Încărcați imagine | Raportați eroare |
| 41827.03.02                            | Situl arheologic de la Șercaia - "Băluș" / ansamblu anonim (Categorie: locuire civilă) (Tip: Așezare)                             | sat Șercaia, comuna Șercaia       | Băluș          |                                    |            |                                               | Încărcați imagine | Raportați eroare |
| 41827.03.03                            | Situl arheologic de la Șercaia - "Băluș" / ansamblu anonim (Categorie: locuire civilă) (Tip: Așezare)                             | sat Șercaia, comuna Șercaia       | Băluș          | III-IV                             |            |                                               | Încărcați imagine | Raportați eroare |
| 41827.04.01                            | Situl arheologic de la Șercaia - "Gura Văii" / ansamblu anonim (Categorie: locuire civilă) (Tip: Așezare)                         | sat Șercaia, comuna Șercaia       | Gura Văii      | Wietenberg                         |            |                                               | Încărcați imagine | Raportați eroare |
| 41827.04.02                            | Situl arheologic de la Șercaia - "Gura Văii" / ansamblu anonim (Categorie: locuire civilă) (Tip: Așezare)                         | sat Șercaia, comuna Șercaia       | Gura Văii      |                                    |            |                                               | Încărcați imagine | Raportați eroare |
| 41952.01.01                            | Depozitul de bronzuri de la Șoarș / ansamblu anonim (Categorie: depozit/tezaur) (Tip: Depozit)                                    | sat Șoarș, comuna Șoarș           |                |                                    |            |                                               | Încărcați imagine | Raportați eroare |
| 41952.02.01                            | Așezarea de epoca bronzului de la Șoarș / ansamblu anonim (Categorie: locuire civilă) (Tip: Apeduct)                              | sat Șoarș, comuna Șoarș           |                |                                    |            |                                               | Încărcați imagine | Raportați eroare |
| 41952.03.01                            | Situl arheologic de la Șoarș - "Valea Crucii" / ansamblu anonim (Categorie: locuire civilă) (Tip: Așezare)                        | sat Șoarș, comuna Șoarș           | Valea Crucii   |                                    |            |                                               | Încărcați imagine | Raportați eroare |
| 41952.03.02                            | Situl arheologic de la Șoarș - "Valea Crucii" / ansamblu anonim (Categorie: locuire civilă) (Tip: Așezare)                        | sat Șoarș, comuna Șoarș           | Valea Crucii   |                                    |            |                                               | Încărcați imagine | Raportați eroare |
| 41453.01.01                            | Vestigii de tip Wietenberg la Șona / ansamblu anonim (Categorie: locuire civilă) (Tip: Așezare)                                   | sat Șona, comuna Mândra           |                | Wietenberg                         |            | 45°51′19″N 25°04′22″E / 45.85537°N 25.07277°E | Încărcați imagine | Raportați eroare |
| 41827.05.01                            | Așezarea hallstattiană de la Șercaia - "Băluș-Vest" / ansamblu anonim (Categorie: locuire civilă) (Tip: Așezare)                  | sat Șercaia, comuna Șercaia       | Băluș-Vest     |                                    |            |                                               | Încărcați imagine | Raportați eroare |
| 41827.06                               | Pumnal de bronz fragmentar hallstattian de la Șercaia - "punctul Băluș-Est" (Categorie: descoperire izolată) (Tip: obiect izolat) | sat Șercaia, comuna Șercaia       | Băluș-Est      |                                    |            |                                               | Încărcați imagine | Raportați eroare |
| 41952.04.01                            | Așezarea hallstattiană de la Șoarș - "La Livezi" / ansamblu anonim (Categorie: locuire civilă) (Tip: Așezare)                     | sat Șoarș, comuna Șoarș           | La Livezi      |                                    |            |                                               | Încărcați imagine | Raportați eroare |
| 41952.05.01                            | Situl arheologic de la Soarș- Sub Pepinieră / ansamblu anonim (Categorie: locuire civilă) (Tip: Așezare)                          | sat Șoarș, comuna Șoarș           | Sub Pepinieră  |                                    |            |                                               | Încărcați imagine | Raportați eroare |
| 41952.05.02                            | Situl arheologic de la Soarș- Sub Pepinieră / ansamblu anonim (Categorie: locuire civilă) (Tip: Așezare)                          | sat Șoarș, comuna Șoarș           | Sub Pepinieră  |                                    |            |                                               | Încărcați imagine | Raportați eroare |
| 41863.02.01                            | Presupusa așezare de epoca romană de la Șinca Veche / ansamblu anonim (Categorie: locuire civilă) (Tip: Așezare)                  | sat Șinca Veche, comuna Șinca     |                |                                    |            |                                               | Încărcați imagine | Raportați eroare |
| 41658.01.01 (Cod LMI: BV-II-m-A-11825) | Biserica din lemn "Din Deal" de la Șinca Nouă / ansamblu anonim (Categorie: structură de cult/religioasă) (Tip: Biserică)         | sat Șinca Nouă, comuna Șinca Nouă | 385            | 1761                               |            |                                               | Încărcați imagine | Raportați eroare |
| 41863.03.01 (Cod LMI: BV-II-m-A-11826) | Mănăstire rupestra (ruine) de la Șinca Veche / ansamblu anonim (Categorie: structură de cult/religioasă) (Tip: Mănăstire)         | sat Șinca Veche, comuna Șinca     |                | sec. XVIII                         |            |                                               | Încărcați imagine | Raportați eroare |